# S.S.R.-Rotterdam

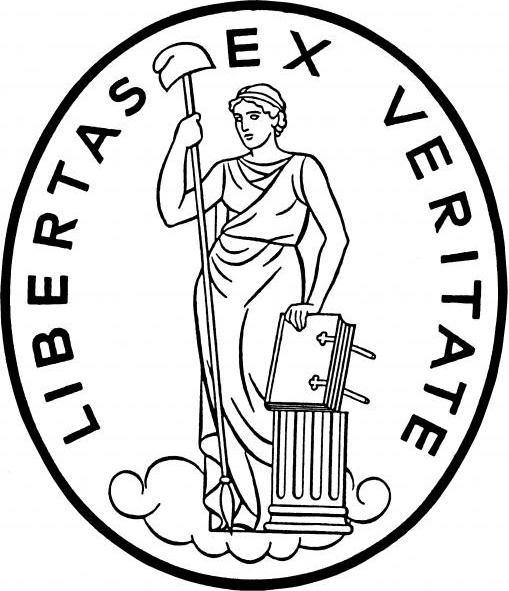
De Uniemaagd.

S.S.R.-Rotterdam is een Nederlandse studentenvereniging. De Rotterdamse Studenten Sociëteit Koinoonia is de vereniging die het monumentale pand voor de leden beheert. Leden van S.S.R.-R. zijn ook altijd lid van de sociëteit, dus maakt men in de praktijk geen onderscheid. Anno 2010 telt de vereniging zo'n 850 leden en is zij daarmee in grootte de derde vereniging van Rotterdam.
S.S.R. staat voor: Societas Studiosorum Reformatorum. De vereniging werd opgericht in 1918, als de Rotterdamse afdeling van de landelijke unie der S.S.R. De vereniging heeft uit nostalgische overwegingen nooit afstand gedaan van haar 'puntjes', maar het Reformatorum in de afkorting komt tegenwoordig nauwelijks naar voren binnen de vereniging. In 1967 werd S.S.R.-R. wegens het 'afdwalen van de gereformeerde grondslag' afgestoten door de tot dan overkoepelende landelijke 'S.S.R.-unie'.

## Dispuutstructuur
S.S.R.-Rotterdam heeft een disputenstructuur waarin alle leden in hun eerste jaar direct lid van een dispuut worden. Zo'n dispuut bestaat uit leden van verschillende verenigingsjaren en is niet gebonden aan een studie. De vereniging telt tien disputen met elk een eigen identiteit die zich onderscheiden door grootte, tradities en sfeer. Er zijn zowel gemengde en ongemengde disputen.
S.S.R.-Rotterdam heeft op dit moment tien 'levende' disputen, in volgorde van oprichting:
- N.I.R.E.A. (1924)
- U.C.R.I.G.E.S. (1932)
- Bacchus (1975)
- Pericles (1977)
- Trocadéro (1983)
- Diaboli (1985)
- C.I.A. (1986)
- Oblomow (1987)
- Claymore (2000)
- H.V.D. Atlantis (2015)

Pericles en Claymore zijn herendisputen. C.I.A. en Atlantis zijn ongemengde damesdisputen. In de loop der jaren zijn er enkele disputen overleden of slapende geworden. Ongemengd herendispuut W.O.D.A.N. is wegens 'te grof zijn' slapend geworden enkele jaren geleden. Verder is in het het vrouwendispuut Iziss (2002) slapend geworden door te weinig animo, dit dispuut bestaat dus nog wel in de sociëteit maar neemt geen nieuwe leden meer aan en zal dus op den duur sterven.  
Nieuwe leden worden eerst lid van een dispuut, en vormen eventueel een jaarclub.

## De introductietijd
S.S.R.-Rotterdam hanteert net zoals de meeste verenigingen in Nederland en Rotterdam een kennismakingstijd, ook wel introductieperiode genoemd. Deze periode wordt door incidenten uit het verleden tegenwoordig streng gecontroleerd door o.a. de Erasmus Universiteit Rotterdam.
Zoals vermeld heeft de verplichte introductietijd voor eerstejaars studenten bij S.S.R.-Rotterdam in een verder verleden in de media enkele malen tot ophef geleid. Zo was er in 2002 een toenmalig psychologiestudent die volgens hem vernederd en geïntimideerd was door dronken verenigingsleden. In 2005 kwam de vereniging wederom in het nieuws: Wouter Engler, destijds laatstejaarsstudent journalistiek aan Hogeschool Inholland Select Studies, was undercover geweest bij een ontgroening van S.S.R.-R in Rotterdam en Tilburg.
Het bestuur van SSR heeft in een reactie op het artikel uit 2005 gesteld dat zij: "tot de conclusie [is] gekomen dat dit artikel berust op onwaarheden, subjectief en eenzijdig van aard is".
Ook in 2006 kwam S.S.R-Rotterdam met het flauwvallen van een adspirant-lid in het nieuws, ditmaal in NRC Handelsblad en de Volkskrant.
Sinds 2006 laten alle Rotterdamse studentenverenigingen, en dus ook S.S.R.-Rotterdam, hun ontgroening controleren door de Commissie Kennismakingstijd, een door de Erasmus Universiteit ingestelde commissie. De commissie begeleidt, evalueert en adviseert de verenigingen en brengt eventuele misstanden onder de aandacht bij de universiteit, met eventuele bijbehorende sancties.

## Bekende Oud-leden
Enkele bekende oud-leden van S.S.R.-Rotterdam:
- Jelle Zijlstra, oud-minister president, oud-president van de Nederlandsche Bank. (ARP)
- Jan van der Ploeg, politicus en wethouder Rotterdam (PvdA)
- Piet Moerland, Voorzitter raad van bestuur Rabobank Nederland.
- Jan Pronk, oud-minister, bijzonder VN-gezant voor Soedan. (PvdA)
- Kornelis Storm, Oud-bestuursvoorzitter Aegon. Tegenwoordig commissaris (voorzitter) KLM en commissaris Aegon
- René Smit, bestuurder en politicus (CDA)
- Peter van Heemst, parlementariër (PvdA)
- Maurice Oostendorp, CEO van SNS Bank
- Reinier van Zutphen, Nationale Ombudsman
- Roelof Bijlsma, CEO van Conclusion
- Dominic Schrijer, wethouder Rotterdam (PvdA)
- Marco Pastors, gemeenteraadslid en oud wethouder Rotterdam (Leefbaar Rotterdam)
- Nynke de Zoeten, parlementair journalist en presentatrice
- Ho-Pin Tung, race-coureur

Oud-leden kunnen lid worden van de reünistenvereniging Maurits.